# Državnozborske volitve v Sloveniji 1996
Volitve v državni zbor leta 1996 so bile 2. volitve v državni zbor v samostojni Sloveniji in 3. demokratične volitve v Sloveniji.
Na volitvah je imelo pravico voliti 1.542.218 volivcev. Volilna udeležba je bila 73,70%.
Liste kandidatov so dobile naslednje število glasov:
| Ime liste                                          | Odstotek glasov | Število glasov | Število mandatov v DZ |
| -------------------------------------------------- | --------------- | -------------- | --------------------- |
| LDS - Liberalna demokracija Slovenije              | 27,01           | 288.783        | 25                    |
| SLS - Slovenska ljudska stranka                    | 19,38           | 207.186        | 19                    |
| SDS - Socialdemokratska stranka Slovenije          | 16,13           | 172.470        | 16                    |
| SKD - Slovenski krščanski demokrati                | 9,62            | 102.852        | 10                    |
| ZL - Združena lista socialnih demokratov           | 9,03            | 96.597         | 9                     |
| DeSUS - Demokratična stranka upokojencev Slovenije | 4,32            | 46.152         | 5                     |
| SNS - Slovenska nacionalna stranka                 | 3,22            | 34.422         | 4                     |

Ostale liste so dobile manj kot 3 odstotka glasov in se tako niso uvrstile v parlament.

## Seznam poslancev
2. državni zbor Republike Slovenije